# Institut national d'athlétisme
L'institut national d'athlétisme (en arabe : المعهد الوطني لألعاب القوى), basé à Rabat, est un institut marocain de formation et d'entrainement d'athlètes de haut niveau, qui est placé sous la tutelle de la Fédération royale marocaine d'athlétisme.
Considéré comme l'un des meilleurs instituts au monde dans le domaine de l'athlétisme, de nombreux pays y envoient leurs athlètes en formation. L'institut a formé, notamment, Hicham El Guerrouj, double champion olympique et quadruple champion du monde sur le 1 500 m.

## Infrastructures
- Deux pistes d'athlétisme
- Salle de musculation
- Centre médical et de Kinésithérapie
- Centre d'hébergement d'une capacité de 350 lits

## Athlètes célèbres
- Hicham El Guerrouj (1990-2006)
- Nezha Bidouane (1991-2001)
- Hasna Benhassi (1996-2008)
- ENNA3MA (1996-2008-2006)